# Joaquin (orkaan)
Orkaan Joaquin was een tropische cycloon in de Caraïbische Zee en Atlantische Oceaan. De constante windsnelheden van 250 km/uur plaatsen deze orkaan in de vierde categorie van de schaal van Saffir-Simpson. De luchtdruk zakte tot 931 hPa.
De orkaan ontstond eind september 2015. Joaquin was de tiende benoemde storm van het Atlantisch orkaanseizoen 2015. 